# Дома 45 км
Дома 45 км — починок в Завьяловском районе Удмуртии, входит в Октябрьское сельское поселение.

## География
Находится в 8 км к востоку от центра Ижевска. С северна к починку примыкает к железнодорожной линии Ижевск — Воткинск.

## Население
| 2010 | 2012 |
| ---- | ---- |
| 18   | ↘17  |

## Общественный транспорт
У починка расположена железнодорожная платформа 45 км — остановочный пункт пригородных поездов, следующих до Ижевска и Воткинска.

Ближайшая остановка общественного транспорта — «Поворот на опытную станцию». Находится к северу от платформы по Гольянскому тракту у поста ДПС. Посадка на автобусы № 52, 301, 304, 321, 331, 357.